# 藤澤和駿
藤澤 和駿（ふじさわ かずたか、1993年 - ）は、日本の教育者。

## 人物
1993年、東京都大田区生まれ。大学院時代からキャリア教育の研究と実践に取り組み、2018年に葛飾区立新小岩中学校の教員となる（教科は社会科）。文部科学省の中学校学習指導要領(平成29年告示)実施に際して、価値の明確化（英：values clarification）理論を応用した新たな学習モデルを開発した。
2021年、新小岩中学校における教育実践の取組が認められ、第70回（2021年）読売教育賞において優秀賞を受賞した。この教育実践は、文部科学省が進めている「防災・安全教育」を教科等横断的な視点で実施したものである。東日本大震災を題材にした社会科・地理の授業に、特別の教科道徳の趣旨を融合させた授業「今を生きる使命とは何か」の取組が評価された。事前に実施した20～70歳代の250名から得たアンケート調査の結果を授業に活用した。新型コロナウイルス禍で、学校教育における経験的な学習の機会が制限されている中で、他者の経験を知ることで新たな視点や考えを学ぶ機会を創出した。変化の渦中にある学校教育に一石を投じる教育実践となった。
2022年、優れた教育実践活動・研究活動への取組が教育の発展、学術、文化の振興に貢献したことを評価され、令和4年度東京都教育委員会職員表彰（東京都教育委員会）を受賞した。
同年、ロシア・ウクライナ危機を題材にした授業開発への取組が評価され、令和４年度教育研究助成事業教育実践論文「優良賞」を受賞した。この教育実践は、2022年の改正民法施行により社会参画に対する教育内容の充実化が図られる中で実施されたものである。ウクライナ、ロシア、リトアニア、モルドバに住む児童が描いた美術作品を用いて授業を展開し、生徒の内発的な社会参画意欲を高める教育実践となった。
東京都中学校進路指導研究会において研究次長を務めていた。私立中等教育学校で社会科の教員として在職。

## 学歴
- 2016年 早稲田大学人間科学部卒業
- 2018年 早稲田大学大学院教職研究科修士課程（高度教職実践専攻）[4]修了

## 研究内容
- キャリア教育研究
- 米国キャリア教育研究（カリフォルニア州他）
- 社会科教育研究

## 著書
- 「中学校社会科における『キーワード作文』を活用した学習モデルの実践研究」『早稲田キャリア教育研究』9巻、70-79頁、早稲田キャリア教育学会、2018年3月25日。
- 「中学校社会科における社会的・職業的自立を目指した学習モデルの開発研究 （特集 研究論文等）[5]」『進路指導 Career development guidance』92巻1号、23-31頁、日本進路指導協会、2019年3月25日。国立国会図書館。
- 「中学校社会科における『体験的』な平和教育の実践（令和元年度日本教職大学院協会研究大会におけるポスターセッション）[6]」『2019年度日本教職大学院年報 別冊 実践研究成果集』52-53頁、日本教職大学院協会、2020年3月。
- 「いま考えたいことを『ことばにしながら考える』非同時双方向型の授業[7]」『早稲田大学教職大学院紀要』13巻、83-84頁、早稲田大学大学院教育学研究科高度教職実践専攻 、2021年3年1日。ISSN 1883-664X。
- 「総合的な学習の時間における『職場体験』の代替教育活動の開発」『東京都中学校進路指導研究 研究収録』No.22、44-55頁、東京都中学校進路指導研究会、2021年3月31日。
- 「社会科(地理的分野)における「経験」的な学習の開発(藤澤和駿)」『早稲田キャリア教育研究』13巻、35-42頁、早稲田キャリア教育学会、2022年3月26日。

## 受賞歴
- 2021年　第70回（2021年）読売教育賞「優秀賞」（読売新聞社）
- 令和4年度東京都教育委員会職員表彰「立志賞」 （東京都教育委員会）
- 令和４年度教育研究助成事業教育実践論文「優良賞」（公益財団法人 日本教育公務員弘済会）

## 新聞
- 読売新聞・朝刊・2020年3月21日「先生からキミたちへ」
- 読売新聞・朝刊・2021年10月29日「第70回読売教育賞（特別面）」
- 読売新聞・朝刊・2021年11月13日「読売教育賞　受賞者　喜びの声　250人アンケート教材に　社会科教育　葛飾区立新小岩中　藤沢和駿 教諭28（都内地域）」